# Nghiên Loan
Nghiên Loan là một xã ở phía bắc của tỉnh Thái Nguyên, Việt Nam.

## Địa lý
Xã Nghiên Loan có vị trí địa lý:
- Phía đông giáp tỉnh Cao Bằng và xã Phúc Lộc
- Phía tây giáp xã Cao Minh và xã Ba Bể
- Phía nam giáp xã Chợ Rã
- Phía bắc giáp tỉnh Cao Bằng và xã Bằng Thành

Xã Nghiên Loan có diện tích 130,33 km², dân số năm 2025 là 11.040 người.

## Lịch sử
Tháng 6 năm 2025, xã Nghiên Loan được thành lập trên cơ sở nhập toàn bộ diện tích tự nhiên, quy mô dân số của xã Xuân La (diện tích tự nhiên là 39,70 km², dân số là 3.267 người), xã An Thắng (diện tích tự nhiên là 33,20 km², dân số là 1.510 người) và xã Nghiên Loan (diện tích tự nhiên là 57,43 km², dân số là 6.263 người) của huyện Pác Nặm. Trụ sở làm việc của xã nằm tại xã Nghiên Loan cũ.

## Hành chính
Đến năm 2019, xã Nghiên Loan có 15 thôn là Pác Giả, Bản Nà, Nặm Vằm, Bản Đính, Pác Liển, Khuổi Ún, Khuổi Muổng, Khâu Nèn, Nà Vài, Khuổi Thao, Khuổi Phây, Khuổi Tuốn, Phia Đeng, Nà Phai, Khâu Tậu.
Xã An Thắng có bảy thôn là Nà Mòn, Nà Mu, Tân Hợi, Tiến Bộ, Khuổi Làng, Phiêng Pẻn, Khuổi Xỏm.
Xã Xuân La có chín thôn là Thôm Mèo
Cọn Luông, Nặm Nhả, Lủng Muổng, Khuổi Bốc, Khuổi Khỉ, Bản Sáp, Nà Án, Nặm Lịa.